# Cheryl Walker
Cheryl Walker (1 de agosto de 1918 – 24 de octubre de 1971) fue una modelo y actriz estadounidense.

## Biografía
Nacida en South Pasadena, California, sus padres eran Everett Dale y Pauline S. Walker. En 1938 Cheryl Walker ganó el concurso del Desfile del Torneo de las Rosas, hecho que facilitó que iniciara una breve carrera como modelo y como actriz cinematográfica. 
A partir de 1938 hizo pequeños actuaciones, sin aparecer en los créditos, en diversos filmes, hasta que en 1940 interpretó su primer papel de cierta importancia en Chasing Trouble, con Frankie Darro. Ese mismo año tomó el nombre artístico de Sharon Lee para interpretar la película Secrets of a Model, en la cual hizo su único papel protagonista antes de volver a desempeñar actuaciones de carácter secundario.  
Walker fue la "doble" de Veronica Lake en el film Los viajes de Sullivan (1941), e interpretó el primer papel femenino en Shadows on the Sage (1942). También fue stand-in (sustituta) de Claudette Colbert en No Time for Love. Quizás su papel de mayor interés fue el que llevó a cabo en Stage Door Canteen (1943), película en la que interpretaba a una cantinera que se enamora de un militar. Walker siguió actuando en el cine unos pocos años más, hasta que en 1948 decidió retirarse.
A finales de la década de 1950 Walker viajó por el Sur de California dando charlas sobre "la amenaza del comunismo". Ella pertenecía al Club de Mujeres Republicanas de San Marino (California) y fue cofundadora y presidenta del Tuesday Morning Study Club, el cual otorgaba, con carácter anual, premios a activistas anticomunistas tales como George Putnam, Baxter Ward, Matt Cvetic, Jefe William Parker, el congresista Donald L. Jackson y Jenkin Lloyd Jones.

El 16 de diciembre de 1940 se casó con Jay Etzell Coumbe, con el que tuvo una hija, Dayle. Posteriormente se divorció y se volvió a casar, en esta ocasión con Tway W. Andrews.
Cheryl Walker falleció en 1971, a causa de un cáncer, en el Hospital Huntington Memorial de Pasadena (California). Tenía 53 años de edad.